# Eleição para o Senado federal pelo Texas em 2012
A eleição para o senado do estado americano do Texas foi realizada em 6 de novembro de 2012 em simultâneo com as eleições para a câmara dos representantes, para o senado, para alguns governos estaduais e para o presidente da república. A senadora republicana Kay Bailey Hutchison decidiu se aposentar em vez de concorrer para um quarto mandato completo.
O primeiro turno das primárias democrata e republicana foi realizado em 29 de maio de 2012, e um segundo turno em 31 de julho. Paul Sadler venceu a primária democrata com 63% dos votos e Ted Cruz venceu a republicana com 56%. Em 6 de novembro Ted Cruz derrotou Paul Sadler com 57% dos votos.

## Resultados
|  | Democrata   | Ted Cruz    | 4.456.599 | 56,63% |
|  | Republicano | Paul Sadler | 3.183.314 | 40,45% |
|  | Total:      | Total:      | 7.869.166 | 100%   |